# Dubowe (Kowel)
Dubowe (ukrainisch Дубове; russisch Дубовое/Dubowoje, polnisch Dubowa) ist ein Dorf in der Westukraine in der Oblast Wolyn, Rajon Kowel etwa 5 Kilometer nördlich der Rajonshauptstadt Kowel und 73 Kilometer nordwestlich der Oblasthauptstadt Luzk gelegen.

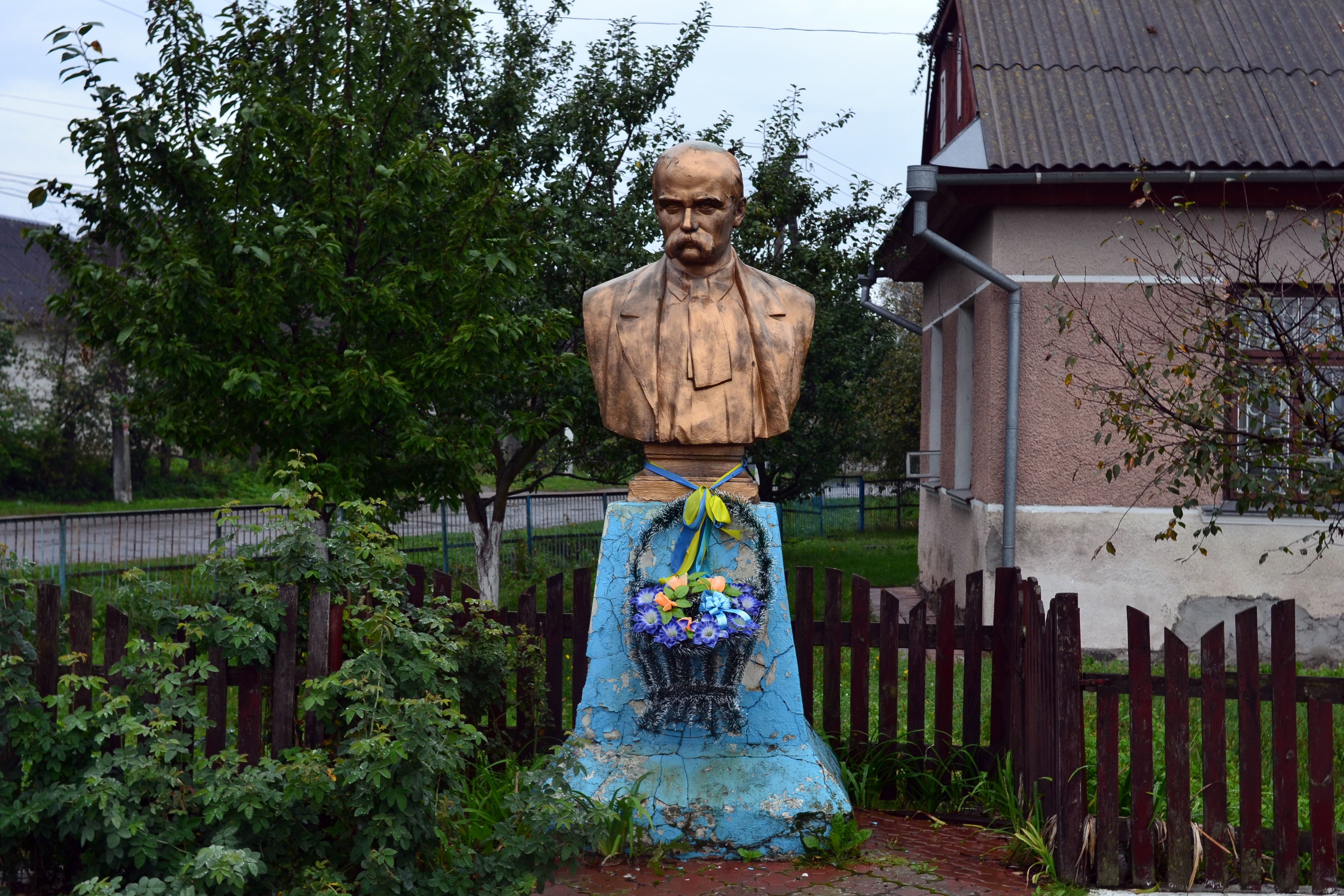
Schewtschenko-Denkmal im Ort

## Geschichte
Der Ort wird 1543 zum ersten Mal schriftlich erwähnt und gehörte bis 1793 in der Woiwodschaft Ruthenien/Chełmer Land zur Adelsrepublik Polen-Litauen. Mit den Teilungen Polens fiel der Ort an das Russische Reich und lag bis zum Ende des Ersten Weltkriegs im Gouvernement Wolhynien.
Nach dem Ersten Weltkrieg kam der Ort zu Polen (in die Woiwodschaft Wolhynien, Powiat Kowel, Gmina Niesuchojeże), im Zweiten Weltkrieg wurde er zwischen 1939 und 1941 von der Sowjetunion besetzt. Nach dem Überfall auf die Sowjetunion im Juni 1941 wurde er dann bis 1944 von Deutschland besetzt, dies gliederte den Ort in das Reichskommissariat Ukraine in den Generalbezirk Brest-Litowsk/Wolhynien-Podolien, Kreisgebiet Kowel.
Nach dem Krieg wurde der Ort der Sowjetunion zugeschlagen. Dort kam das Dorf zur Ukrainischen SSR und seit 1991 ist es ein Teil der heutigen Ukraine.

## Verwaltungsgliederung
Am 26. Juli 2016 wurde das Dorf zum Zentrum der neugegründeten Landgemeinde Dubowe (ukrainisch Дубівська сільська громада/Dubiwska silska hromada). Zu dieser zählten auch noch die 7 in der untenstehenden Tabelle aufgelisteten Dörfer, bis dahin bildete das Dorf zusammen mit den Dörfern Bachiw und Werbka die gleichnamige Landratsgemeinde Dubowe (Дубівська сільська рада/Dubiwska silska rada) im Norden des Rajons Kowel.
Am 12. Juni 2020 kamen noch die 2 Dörfer Buzyn und Sekun aus dem Rajon Stara Wyschiwka zum Gemeindegebiet.
Folgende Orte sind neben dem Hauptort Dubowe Teil der Gemeinde:
| Name                     | Name       | Name                      | Name        | Name |
| ukrainisch transkribiert | ukrainisch | russisch                  | polnisch    |      |
| ------------------------ | ---------- | ------------------------- | ----------- | ---- |
| Bachiw                   | Бахів      | Бахов (Bachow)            | Bachów      |      |
| Buzyn                    | Буцинь     | Буцин (Buzin)             | Bucyń       |      |
| Horodyschtsche           | Городище   | Городище (Gorodischtsche) | Horodyszcze |      |
| Hredky                   | Гредьки    | Гредьки (Gredki)          | Hrydki      |      |
| Krasnowolja              | Красноволя | Красноволя                | Krasnowola  |      |
| Myslyna                  | Мислина    | Мыслина (Myslina)         | Myślina     |      |
| Oblapy                   | Облапи     | Облапы                    | Obłapy      |      |
| Sekun                    | Секунь     | Секунь                    | Siekuń      |      |
| Werbka                   | Вербка     | Вербка                    | Werbka      |      |